# Металообработка
Металообработката е технологичен процес на изменение на формата, размерите и качеството на детайли, изработени от метали и сплави, като се спазват определени допуски и качество на обработваните повърхности. Процесите покриват широка гама от дейности свързани с производството на от кораби, самолети и други до бижута. За обработката на металите се използват различни методи:
- Леене
- Обработка чрез налягане
- Механична обработка
- Заварка на металите

## Възникване
Древните цивилизации са познавали седем метала. Подредени по своя редокспотенциал те са следните:
- Желязо +0.44 V,
- Калай +0.14 V
- Олово +0.13 V
- Мед −0.34 V
- Живак −0.79 V
- Сребро −0.80 V
- Злато −1.50 V.

Този параметър е важен, защото представлява един индикатор за това колко стабилно е свързването на метала в състава на рудата. Желязото е доста по-стабилно от другите метали, докато златото е с много по-ниска стойност от останалите. Това е причината златото да се открива като самороден метал в природата и може да се обработва директно. Във Варненският халколитен некропол е открито най-старото технологично обработено злато в Европа и света, датирано в края на V – началото на IV хил. пр. Хр. Желязото започва да се обработва от хората по-късно.